# Bullet the Blue Sky
«Bullet the Blue Sky» es una canción de la banda de rock irlandesa U2 y es la cuarta pista de su álbum de estudio de 1987 The Joshua Tree. La letra es una crítica a aquellas políticas exteriores de países del primer mundo que tienen como fin defender intereses de bienestar propio a base de promover o mantener guerras en países del tercer mundo. En concreto, se refiere a Estados Unidos, aunque en la letra utiliza el término genérico de "América".

## Escritura y grabación
"Bullet the Blue Sky" se originó por primera vez como una demo que U2 grabó durante una jam session en STS Studios en Dublín con el productor Paul Barrett, antes de las sesiones de grabación adecuadas de Joshua Tree. Mientras escuchaba una canción de la banda de rock inglesa The Fall, el guitarrista de U2, The Edge, trató de emular su riff de guitarra, pero en su lugar se le ocurrió su propia parte que era "uptempo, como un verdadero golpe duro". (Finalmente se convirtió en el coro de "Bullet the Blue Sky".) El bajista Adam Clayton y el baterista Larry Mullen Jr. luego se unieron para tocar en el descanso.  El vocalista principal Bono recordó que Clayton también estaba tocando en una clave diferente de Edge. El guitarrista se irritó, ya que la sección de ritmo tocaba de manera muy diferente de lo que él pensaba que deberían. Pensó: "¿Qué demonios están haciendo?", Y consideró detener el atasco. Después de completar la toma, la banda escuchó la reproducción en la sala de control y se dio cuenta de que la demostración fue "absolutamente brillante". En comparación con la versión final de la canción, The Edge describió la demostración como "mucho más deshuesada, como una pista de funk pesada". Aun así, la canción fue descartada por algún tiempo hasta que el productor Brian Eno, quien la describió como un "riff sin hogar", convenció a la banda de que valía la pena trabajar en ella.
En julio de 1986, Bono y su esposa Ali viajaron a Nicaragua y El Salvador, donde vieron de primera mano la angustia de los campesinos acosados por los conflictos políticos y la intervención militar de los Estados Unidos. El viaje enfureció a Bono y formó la base de la letra de la canción.  Él dijo: "Recuerdo el temblor del suelo, y recuerdo el olor, supongo, de estar cerca de una zona de guerra. No creo que estuviéramos en peligro, pero sabía que había vidas en peligro o perdidos cerca de nosotros. , y sentí por ellos. Me molestó como persona que leía las Escrituras, pensar que los cristianos en Estados Unidos apoyaban este tipo de cosas, este tipo de guerra de poder debido a estos comunistas ". En agosto , después de volver a reunirse con sus compañeros de banda en Dublín para reanudar el trabajo en The Joshua Tree, Bono le indicó a Edge que "pusiera a El Salvador a través de un amplificador", lo que resultó en la parte de guitarra basada en comentarios de la canción. The Edge dijo que su forma de tocar la guitarra también fue informada por las letras de Bono.
El productor Daniel Lanois dice que el mayor progreso en "Bullet the Blue Sky" se hizo en Melbeach, la casa recién comprada de The Edge en la ciudad costera de Monkstown. Según Lanois, la interpretación de la canción provino de un atasco de 20 minutos al que dedicó una gran cantidad de tiempo para editar en un arreglo final, "para una canción que nunca fue una canción, que solo fue un atasco". Él dijo: "Fue una de esas canciones que nació parcialmente por cirugía: la edición de la estructura fue una parte muy importante". El ingeniero de grabación Dave Meegan ayudó a desarrollar la canción con una mezcla que hizo en Melbeach . Queriendo que sonara como Led Zeppelin, Meegan ajustó una mezcla de monitor para que "suene realmente pesado". Lanois se inspiró en lo que escuchó, ya que la canción hasta ese momento estaba siendo tratada suavemente. Rápidamente convocó a la banda, que fue con el ingeniero principal Flood a Windmill Lane Studios. Allí, en un almacén contiguo, la tripulación utilizó un sistema de megafonía para reproducir una grabación acústica de los tambores de Mullen, que luego se volvió a grabar dentro del almacén. Lanois lo llamó un "tipo realmente elaborado de cámara de rock and roll". El resultado, según Meegan, "hizo que [la batería] sonara como John Bonham", mientras que Lanois dijo que sonaban "más agudos". Añadió, "introdujo un rango medio que parecía gustarle al high-hat. Este nuevo énfasis sónico en el high-hat hizo que cada golpe fuera más relevante ... El inherente golpe de baja frecuencia del PA también agregó un nivel de entusiasmo por el bombo. La sensación general fue más cálida ".
La mezcla final de "Bullet the Blue Sky" se basó en dos versiones diferentes. El productor le pidió al productor Steve Lillywhite, que en diciembre de 1986 fue contratado por U2 para ayudar a mezclar algo de The Joshua Tree, "que volara de una versión a otra". Sin acceso a muestras modernas de la época, Lillywhite tuvo que igualar a mano los tiempos de las dos grabaciones de cinta y luego, mientras tocaban, transferir las secciones solicitadas de cada una a una grabadora de media pulgada. Dijo que "nunca se jugó todo al mismo tiempo; fue una verdadera mezcla de dos cosas". Lanois dijo que la mezcla final de Lillywhite era muy diferente de su versión y la de Eno, y se inclinaba más por los efectos y las sobregrabaciones: "No habría tenido tantos efectos en él, porque teníamos una actitud un poco purista hacia algunas de estas grabaciones, esencialmente que había un sonido capturado en el desempeño en una habitación, y queríamos ser leales a ese espacio, para transmitir ese sonido. Y no era tan sentimental con esa idea, así que sacó todas las paradas ".
Durante un pasaje verbal de la canción, Bono habla de que un hombre se le acercó, "con la cara roja como una rosa en un arbusto de espinas, como todos los colores de un rubor real, y está quitando esos billetes de dólar, abofeteándolos,100, 200 ". Bono dijo que la persona que tenía en mente mientras escribía la letra era el presidente de los Estados Unidos, Ronald Reagan, cuya administración respaldó los regímenes militares en América Central y del Sur que Bono encontró en su viaje anterior. La letra fue parcialmente inspirada por Bono al ver un mural en El Salvador de Reagan en un carro representado como el faraón, con los salvadoreños como "los hijos de Israel huyendo".    

## Letra
Bono escribió este tema tras su visita a Nicaragua y El Salvador en 1985 como invitado de Amnistía Internacional. Allí fue testigo de los efectos perniciosos de la política exterior de Estados Unidos sobre la guerra civil de estos países. En principio, parece ser que pensaron evitar aludir directamente a Estados Unidos al final de la canción, usando en su lugar la expresión "of the world"; finalmente, se usó el término "América".
La canción ha ido tomando diversos significados en las interpretaciones en directo de los años subsiguientes. En el Zoo TV Tour, era referida al Nazismo; en el Elevation Tour, criticaba el uso violento de las pistolas de mano, salpicada de referencias al asesinato de John Lennon y un irónico videoclip de introducción en el que aparece Charlton Heston, que era entonces el presidente de la National Rifle Association. En el Vertigo Tour, trataba de la violencia religiosa y las letras finales eran reemplazadas por un fragmento de "The Hands That Built America".

## Descripción e interpretación
La música de la canción está dominada por el uso experimental que hace The Edge de una guitarra slide (típica de la música country, que se toca en horizontal con un cilindro de cristal o de metal). Bono le había pedido a The Edge que proyectara El Salvador a través del amplificador, y éste fue el resultado. La revista Rolling Stone incluye este tema en el número 7 de la lista de "Los 20 mejores solos de guitarra de la historia": «Experto en la creación de ambientes, maestro en el uso de pedales de retardo como el Memory Man, dueño de un sonido reconocible a la primera escucha, The Edge sintetiza, slide mediante, todo el cabreo del texto escrito por Bono con la administración Reagan en mente.»

## Espectáculos en vivo

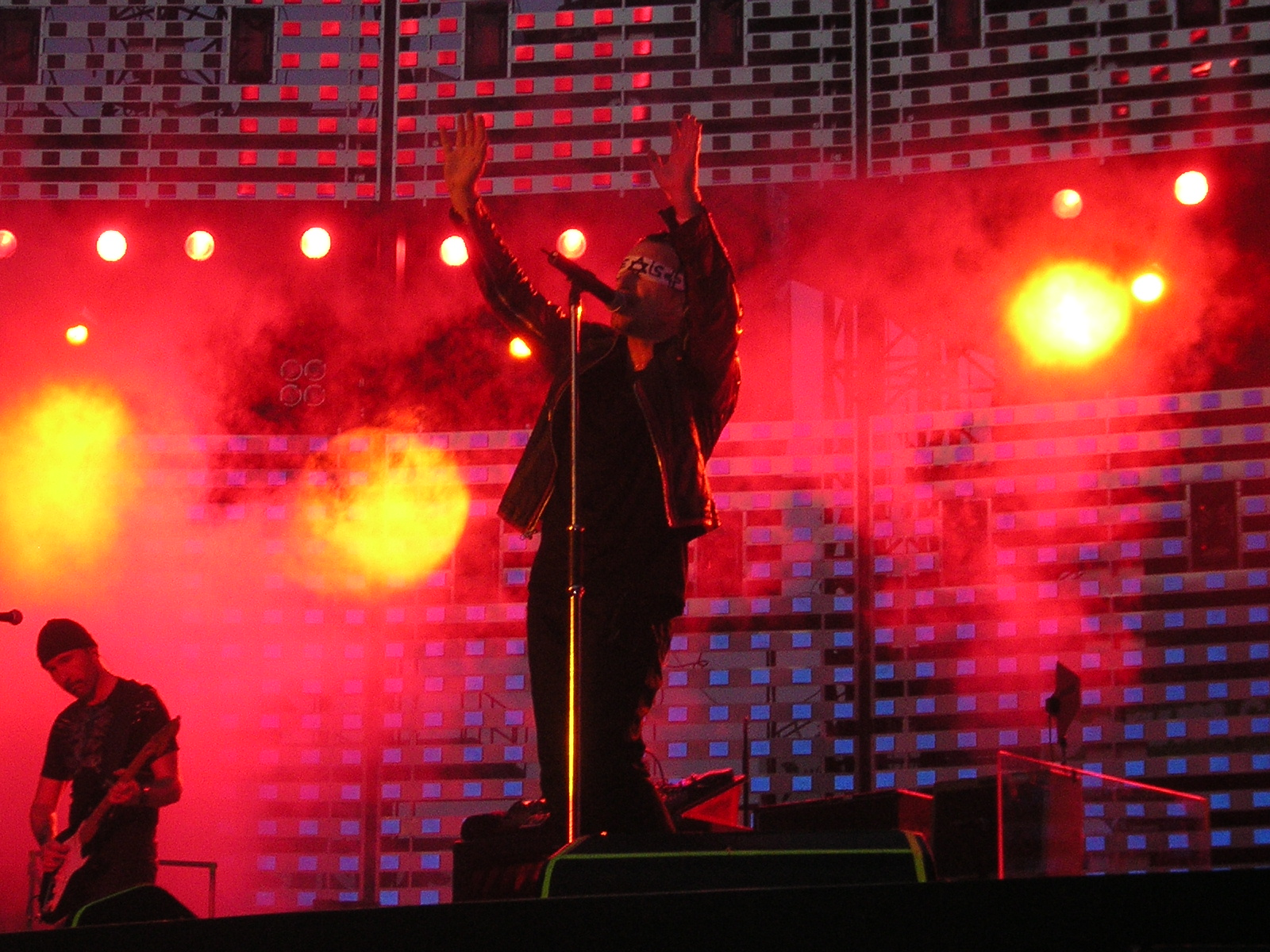
Interpretación de la canción en el Vertigo Tour.

"Bullet the Blue Sky" se tocó en casi todos los conciertos en vivo desde su primera presentación en la noche de apertura del Joshua Tree Tour el 2 de abril de 1987 a través del Vertigo Tour. Sus actuaciones en vivo se han combinado tradicionalmente con "Running to Stand Still"; esto tuvo lugar en Joshua Tree Tour, Lovetown Tour, Zoo TV Tour y los primeros 46 conciertos de Vertigo Tour. En el PopMart Tour, "Bullet" condujo a "Please"; Las actuaciones de Elevation Tour fueron seguidas por "With or Without You" o una versión de "What's Going On" de Marvin Gaye, en el Vertigo Tour, "Miss Sarajevo" reemplazó a "Running to Stand Still" en los últimos 85 conciertos. y en el Innocence + Experience Tour, pasó a "Pride (In the Name of Love)" en la primera etapa y una versión abreviada de "Zooropa" que comenzó en la segunda etapa.
Durante The Joshua Tree Tour, Bono con frecuencia atraía un gran foco de atención y brillaba en los rostros de la gente en la audiencia, y también hacía numerosas referencias políticas a figuras como Ronald Reagan y Jerry Falwell. También usó el centro de atención en el Elevation Tour. En la gira Innocence + Experience, Bono generalmente cantaba la mayoría de la canción en un megáfono.
En el siguiente álbum de U2 (Rattle and Hum), aparece una versión en directo de este tema, precedida de una introducción pregrabada de la versión de Jimi Hendrix de "The Star-Spangled Banner". "Bullet" luego adquirió nuevos significados a lo largo de los años siguientes. En el Zoo TV Tour, se trataba del nazismo; en PopMart Tour, al menos en ocasiones, presentaba referencias al consumismo y la iconografía del rock en consonancia con el tema de la gira. En el Elevation Tour, se convirtió en una acusación contra la violencia con armas de fuego, ilustrada por referencias al asesinato de John Lennon y un video de introducción irónico con Charlton Heston, quien en ese momento era el presidente de la National Rifle Association, mientras que en el Vertigo Tour, era sobre violencia religiosa y la letra final fue reemplazada por un fragmento de "The Hands That Built America". En Innocence + Experience Tour, la canción trataba sobre la corrupción del dinero, que se enfatizó con imágenes de Wall Street y Las Vegas en la pantalla de video, así como de Bono discutiendo un escenario en el que conoce a una versión adolescente de sí mismo que critica a los ricos hombre en el que se ha convertido. 
The Edge usa su Fender Stratocaster negra para tocar esta canción, excepto durante el PopMart Tour, cuando usó una Gibson Les Paul. 
Las actuaciones en vivo de la canción aparecen en las películas del concierto Zoo TV: Live from Sydney, PopMart: Live from Mexico City, Elevation 2001: Live from Boston, U2 Go Home: Live from Slane Castle, Ireland, Vertigo 2005: Live from Chicago, Live de París e Innocence + Experience: en vivo en París. 

## Recepción
La revista Rolling Stone incluye la canción en el número 7 de la lista de "Los 20 mejores solos de guitarra de la historia".
En 2004, la revista Mojo situó esta canción en el número 17 de su lista de los "100 Epic Rock Tracks".